# Kijgari
Kijgari (auch: Kijigari, Kizgari) ist ein Dorf in der Stadtgemeinde Abalak in Niger.

## Geographie
Das von einem traditionellen Ortsvorsteher (chef traditionnel) geleitete Dorf befindet sich rund 14 Kilometer nordwestlich des Stadtzentrums von Abalak, des Hauptorts des gleichnamigen Departements Abalak, das zur Region Tahoua gehört.
Kijgari ist Teil der Übergangszone zwischen Sahara und Sahel. Die durchschnittliche jährliche Niederschlagsmenge beträgt hier zwischen 200 und 300 mm. Der in einer Niederung gelegene Wald von Kijgari erstreckt sich über eine Fläche von 300 Hektar. Er steht unter Naturschutz.

## Geschichte
Die US-amerikanische Organisation Amman Imman ließ 2010 einen neuen Wasserbrunnen im Ort bohren, den Kijigari Montessori Well of Love. Bei einer Untersuchung im Jahr 2020 wurden in Kijigari wie auch in manchen anderen Dörfern in der Region hohe Unterernährungsraten bei Kindern festgestellt.

## Bevölkerung
Bei der Volkszählung 2012 hatte Kijgari 2161 Einwohner, die in 296 Haushalten lebten. Bei der Volkszählung 2001 betrug die Einwohnerzahl 601 in 116 Haushalten und bei der Volkszählung 1988 belief sich die Einwohnerzahl auf 2197 in 450 Haushalten.

## Wirtschaft und Infrastruktur
Die wirtschaftlichen Aktivitäten im Ort umfassen Ackerbau, Viehzucht und Handwerk. Kijgari liegt prinzipiell in einer Zone der Weidewirtschaft, in die jedoch von Süden ackerbauliche Aktivitäten vordringen. Die für Bewässerungsfeldwirtschaft genutzte Fläche belief sich im Jahr 2020 auf zwei Hektar. Im Dorf wird ein Markt abgehalten.
Mit einem Centre de Santé Intégré (CSI) ist ein Gesundheitszentrum im Ort vorhanden. Es gibt eine Schule. Das nigrische Unterrichtsministerium richtete 1996 gemeinsam mit dem Welternährungsprogramm der Vereinten Nationen zahlreiche Schulkantinen in von Ernährungsunsicherheit betroffenen Zonen ein, darunter eine für Nomadenkinder in Kijgari.
Die Straßenanbindung des Dorfs ist über eine ländliche Piste gegeben.